# 東山奈央のラジオ@リビング
『東山奈央のラジオ@リビング』（とうやまなおのラジオアットリビング）は、2017年10月2日から配信されているラジオ番組。パーソナリティは東山奈央。
番組開始から2025年3月24日まで超!A&G+にて配信されていたが、超!A&G+のサービス終了に伴い、2025年3月31日からは配信媒体をQloveR「超！A&G+チャンネル」に移行した。

## 番組概要
東山が「リスナーと日々の出来事をまったりおしゃべりするリビング型プログラム」というコンセプトの番組。
2017年12月1日に番組ブログが開設され、第183回分まで更新されていたが、2021年3月29日に番組公式Twitterが開設されたことに伴い、役目を終えた。
第208回および第209回は、精霊幻想記アナザーテイルとのコラボ特別回として、藤田茜、鈴代紗弓がそれぞれゲスト出演した。また、同作で東山が演じているリーゼロッテにちなみ、『それ、リッカ商会で販売しましょう！』という、リスナーからの『異世界でも売れそうな現代の食べ物のおススメ文章』を紹介する、特別コーナーが行われた。該当回は、2021年10月31日までの期間限定で、アーカイブ配信がされていた。
東山が志摩リン役で出演するゆるキャン△とフマキラーのコラボ企画「フマキラーxゆるキャン△」の実施に伴い、第251回（2022年7月18日）から第261回（2022年9月26日）まで、期間限定でフマキラーがスポンサーとなっていた。また、2023年・2024年も同様のコラボキャンペーンの実施に伴い、第301回（2023年7月3日）から第313回（2023年9月25日）まで再びフマキラーが期間限定でスポンサーとなり、第340回（2024年4月1日）から2024年9月末の配信回まで同じく期間限定でスポンサーとなった。後述のとおり、第340回からのスポンサー期間では、コラボコーナーが行われている。
第271回（2022年12月5日）から第274回（2022年12月26日）まで、朗読付き電子書籍レーベルYOMIBITOとのコラボ企画として、リスナーからちょっとした「秘密」を募集し、東山がささやき声で紹介する期間限定コーナー『＠秘密の部屋』が行われた。また、同コーナーの部分のみ、各回アーカイブ配信がされている。
2023年3月から4月にかけての地上波文化放送と超!A&G+の大規模改変期で、超!A&G+での火曜日のリピート配信が終了した一方、3月28日（27日深夜）からは地上波文化放送・東海ラジオでの火曜日未明（月曜日深夜）のリピート放送が放送されていたが9月26日（25日深夜）をもって地上波リピート放送は終了した。同年10月よりYouTubeによる1週間アーカイブ配信を開始。
2025年3月をもって超!A&G+のサービスが終了することに伴い、超!A&G+での本配信は第391回（2025年3月24日）までとなり、第392回（2025年3月31日）からは配信媒体をQloveR「超！A&G+チャンネル」に移行した。また、2025年4月1日より地上波文化放送でもリピート放送が再開され、このリピート放送はラジオ大阪にもネットされる。

## 配信・放送時間
QloveR「超！A&G+チャンネル」
- 毎週月曜日 22:00 - 22:30（2025年3月31日 - ）

超!A&G+
本配信
- 毎週月曜日 21:30 - 22:00（2017年10月2日 - 2019年3月25日）
- 毎週月曜日 23:00 - 23:30（2019年4月1日 - 2025年3月24日）

リピート配信・リピート放送
- 毎週火曜日 9:30 - 10:00（2017年10月3日 - 2019年3月26日）
- 毎週火曜日 11:00 - 11:30（2019年4月2日 - 2023年3月28日）
- 毎週水曜日 18:00 - 18:30（2023年4月5日 - 2025年3月26日）
- 毎週土曜日 13:00 - 13:30（2020年10月3日 - 2025年3月29日〉

地上波
- 毎週火曜日 2:30 - 3:00（2023年3月28日 - 2023年6月27日）（地上波文化放送・東海ラジオ[20][21] - 2023年6月27日[22]）
- 毎週火曜日 2:00 - 2:30（2023年7月4日 - 2023年9月26日）（地上波文化放送・東海ラジオ[22]）
- 毎週火曜日 3:30 - 4:00（2025年4月1日 - ）（地上波文化放送[2]・ラジオ大阪）

## コーナー
ふつおた
家で言ってほしいセリフ
東山と一緒に家にいる時に言ってほしいセリフを募集。オープニングで紹介される。
＠ポスト
月替りで東山がリスナーに聞きたいこと（テーマ）を投げかけ、メールを送ってもらう「意識調査」コーナー。
＠子供部屋
番組が用意した、またはリスナーおススメのボードゲームなどの一人遊びをいろいろと試していくコーナー。
＠メイクルーム
女子力がアップしそうないろいろな企画を試していくコーナー。
＠コーヒーファーム
コーヒーにまつわる色んな企画を試していくコーナー。
＠トレーニングジム
筋トレや筋肉にまつわる企画を行っていくコーナー。
リビングでキャンプやってみた！
キャンプでありそうな胸キュンシチュエーションを募集し、東山がそのお題でエチュードをやってみるコーナー。期間限定スポンサーであるフマキラーとのコラボコーナー。

### 過去のコーナー
＠リビングの湯
リスナーが後悔したことや懺悔したいことなどを、東山がきれいさっぱり洗い流していくコーナー。第222回（2021年12月27日）で終了。
＠ホームシアター
リスナーから送られたシチュエーション、もといおススメ作品をホームシアターで上映していくコーナー。第221回（2021年12月20日）で終了。
＠キッチン
様々な料理に関する企画を行うコーナー。第219回（2021年12月6日）で終了。
＠ダイニング
東山が様々なものを食べていくコーナー。第220回（2021年12月13日）で終了。
＠会議室
番組に関する様々なことを会議していくコーナー。2021年12月一杯で事実上終了。

## ゲスト
- 第4回（2017年10月23日） - 西明日香
- 第6回（2017年11月6日） - JUNNA[33]
- 第22回（2018年2月26日） - 西沢幸奏
- 第34回（2018年5月21日） - 山崎はるか
- 第52回（2018年9月24日） - 深川芹亜
- 第53回（2018年10月1日） - 中高時代同じ合唱部だった、会計ちゃん（電話ゲスト）
- 第70回（2019年1月28日） - 川井田夏海
- 第76回（2019年3月11日） - 安野希世乃
- 第94回（2019年7月15日） - 西田望見
- 第100回（2019年8月26日） - 動画配信、調整室内に父親
- 第111回（2019年11月11日） - 西明日香
- 第117回（2019年12月23日） - 東内マリ子
- 第128回（2020年3月9日） - 田中真奈美
- 第131回（2020年3月30日） - 川井田夏海
- 第150回（2020年8月10日） - 高校2・3学年時代の担任で、国語教師（電話ゲスト）
- 第153回（2020年8月31日） - 早見沙織
- 第163回・第164回（2020年11月9日・16日） - 日笠陽子[34]
- 第182回（2021年3月22日） - 佐倉綾音
- 第189回（2021年5月10日） - 石毛翔弥
- 第197回（2021年7月5日） - 唯野あかり
- 第208回（2021年9月20日） - 藤田茜（精霊幻想記アナザーテイルとのコラボ回）
- 第209回（2021年9月27日） - 鈴代紗弓（精霊幻想記アナザーテイルとのコラボ回）
- 第211回（2021年10月11日） - 種田梨沙（4周年企画第1弾のリスナー電話企画で、サプライズ出演）
- 第231回（2022年2月28日） - 安野希世乃
- 第237回・第238回（2022年4月11日・18日） - 西明日香、田中真奈美
- 第248回（2022年6月27日） - 涼宮あつき、マロン（ともにリアルアキバボーイズ）
- 第273回（2022年12月19日） - 種田梨沙
- 第284回（2023年3月6日） - 内山夕実
- 第301回（2023年7月3日） - 内田修一
- 第303回（2023年7月17日） - 中島怜
- 第348回（2024年5月27日） - 熊谷和海（BURNOUT SYNDROMES）
- 第350回（2024年6月10日） - 中島怜
- 第363回（2024年9月9日） - 齋藤光二（Animelo Summer Live統括プロデューサー・総合演出）
- 第386回（2025年2月17日） - 安野希世乃

## BGM

### オープニング
- Resort / 狛犬

### その他
- Toy clock / Yuli
- 未完成カフェでひといき / kyo-co
- 本日のレシピ / いまたく

### お便り
- 午後のカフェ / 高橋　志郎

### ＠ポスト
- colorful cooking / Akiko Shioyama

### ＠ダイニング
- のんびり日和 / Kyaai

### ＠キッチン
- 怪しい実験 / せいりゅーのつめ。

### ＠会議室
- 決戦へ / ilodolly

### 新年特別企画！リビングかるた大会！
- 茶屋にて / MATSU

### エンディング
- ちょっと一息 / Phalene

## スポンサー
- フマキラー（第251回（2022年7月18日） - 第261回（2022年9月26日）、第301回（2023年7月3日） - 第313回（2023年9月25日）、第340回（2024年4月1日） - ）[11][22][15]